# Overboard (film 2018)
Overboard è un film del 2018 diretto da Rob Greenberg.
È un remake del film Una coppia alla deriva (Overboard) del 1987 diretto da Garry Marshall.

## Trama
Kate è una giovane donna che viene assunta come donna delle pulizie da un ricco, viziato ed egoista playboy messicano. Quando cade dalla sua barca senza ricordarsi nulla Kate gli dirà di essere sua moglie.

## Distribuzione
Il film è stato distribuito nelle sale cinematografiche italiane dal 19 luglio 2018.